# Federica Bilardo
Federica Bilardo (* 6. Juli 1999) ist eine italienische Tennisspielerin.

## Karriere
Bilardo begann mit fünf Jahren mit dem Tennisspielen und spielt bislang vor allem auf der ITF Women’s World Tennis Tour, wo sie bereits drei Titel im Einzel und fünf im Doppel gewonnen hat.

## Turniersiege

### Einzel
| Nr. | Datum             | Turnier  | Kategorie   | Belag   | Finalgegnerin         | Ergebnis      |
| --- | ----------------- | -------- | ----------- | ------- | --------------------- | ------------- |
| 1.  | 3. Juni 2018      | Antalya  | ITF $15.000 | Sand    | Dia Ewtimowa          | 6:1, 4:6, 6:1 |
| 2.  | 14. August 2022   | Padua    | ITF W15     | Sand    | Laura Mair            | 6:2, 6:1      |
| 3.  | 13. November 2022 | Solarino | ITF W15     | Teppich | Jacqueline Cabaj Awad | 6:4, 4:6, 6:3 |

### Doppel
| Nr. | Datum            | Turnier                  | Kategorie   | Belag | Partnerin          | Finalgegnerinnen                   | Ergebnis         |
| --- | ---------------- | ------------------------ | ----------- | ----- | ------------------ | ---------------------------------- | ---------------- |
| 1.  | 31. Oktober 2015 | Santa Margherita di Pula | ITF $10.000 | Sand  | Olesya Perwuschina | Nikola Dolakova Barbara Kötelesová | 6:3, 6:4         |
| 2.  | 22. Oktober 2016 | Santa Margherita di Pula | ITF $10.000 | Sand  | Tatiana Pieri      | Ylena In-Albon Giorgia Marchetti   | 6:4, 7:5         |
| 3.  | 21. April 2018   | Antalya                  | ITF $15.000 | Sand  | Haruna Arakawa     | Kamilla Rachimowa Katerina Vankova | 4:6, 6:4, [10:8] |
| 4.  | 8. Mai 2021      | Antalya                  | ITF W15     | Sand  | Kryszina Dsmitruk  | Matilda Mutavdzic Antonia Ružić    | 6:3, 0:6, [10:7] |
| 5.  | 12. Juni 2021    | Antalya                  | ITF W15     | Sand  | Taylor Ng          | Rachel Gailis Jamilah Snells       | 6:0, 6:3         |